# Johann-Philipp-Bronner-Schule Wiesloch

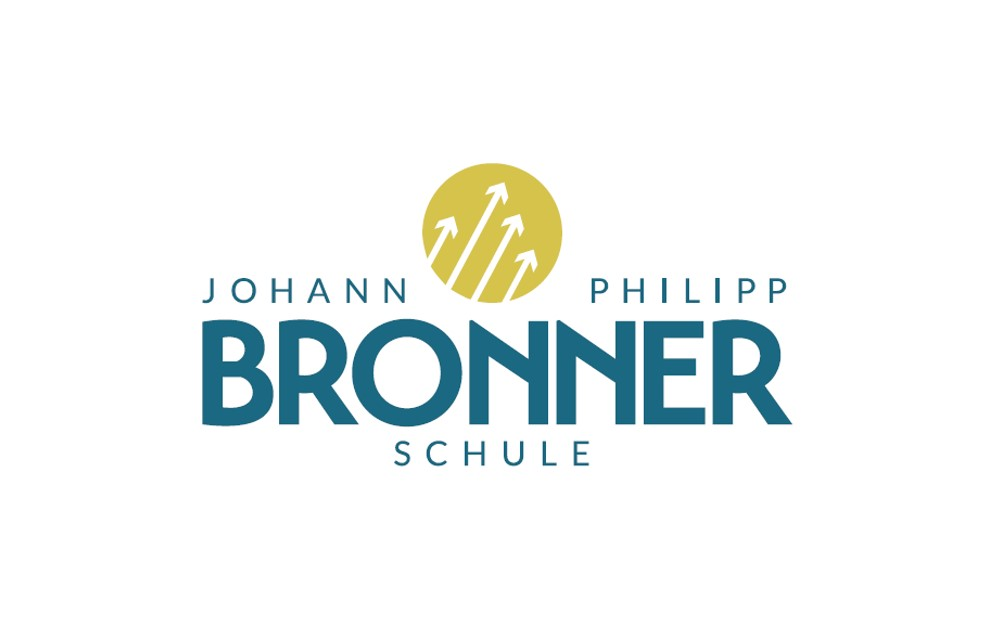
Schullogo Bronner-Schule (2017)

Die Johann-Philipp-Bronner-Schule (auch kurz: Bronner-Schule) ist eine von drei beruflichen Schulen im baden-württembergischen Wiesloch. Unter ihrem Dach sind das Wirtschaftsgymnasium, das Kaufmännische Berufskolleg I und II, die Berufsfachschule Wirtschaft (Wirtschaftsschule) sowie die kaufmännischen Berufsschulen zu finden. Die Schule wurde nach dem Weinbaupionier Johann Philipp Bronner (1792–1864) benannt.
Zum Zentrum Beruflicher Schulen Wiesloch, welches im Schulzentrum Wiesloch angesiedelt ist, gehört neben der Bronner-Schule für den kaufmännischen Bereich noch die Hubert-Sternberg-Schule für den gewerblich/technischen Bereich und die Luise-Otto-Peters Schule für den sozial/hauswirtschaftlichen Bereich.

## Schularten

### Kaufmännische Ausbildung
In der dualen Ausbildung werden an der Bronner-Schule rund 250 Auszubildende in vier verschiedenen Berufen ausgebildet. Der Unterricht an der kaufmännischen Berufsschule (KBS) findet jeweils an zwei Wochentagen statt. Es werden im kaufmännischen Bereich folgende Berufe ausgebildet:
- Industriekaufleute
- Kaufleute für IT-Systemmanagement
- Kaufleute für Büromanagement
- Kaufleute im Einzelhandel
- Verkäufer/in

### Vollzeitschulen
Im Vollzeitbereich werden derzeit fast 500 Schüler in unterschiedlichen Schularten unterrichtet:
- Die zweijährige Berufsfachschule für Wirtschaft (BFW) bietet eine kaufmännische Grundbildung für Schüler mit Hauptschulabschluss, die nach zwei Jahren die Fachschulreife (Mittlere Reife) erreichen.
- Das Berufskolleg I und II (BK) baut auf der Fachschulreife bzw. Mittleren Reife auf und ermöglicht eine weiterführende kaufmännische Bildung. Mit Abschluss des BK II erreichen die Schüler die Fachhochschulreife für Fachhochschulen in Baden-Württemberg.
- Das Wirtschaftsgymnasium (WG) vermittelt die allgemeine Hochschulreife (Abitur) aufbauend auf der Fachschulreife bzw. Mittleren Reife. Es bereitet in drei Jahren auf ein Studium an Universitäten, Hochschulen und Berufsakademien vor. Den Schwerpunkt bildet dabei das Profilfach Wirtschaft (mit Volkswirtschaftslehre, Betriebswirtschaftslehre und Rechnungswesen).

## Geschichte

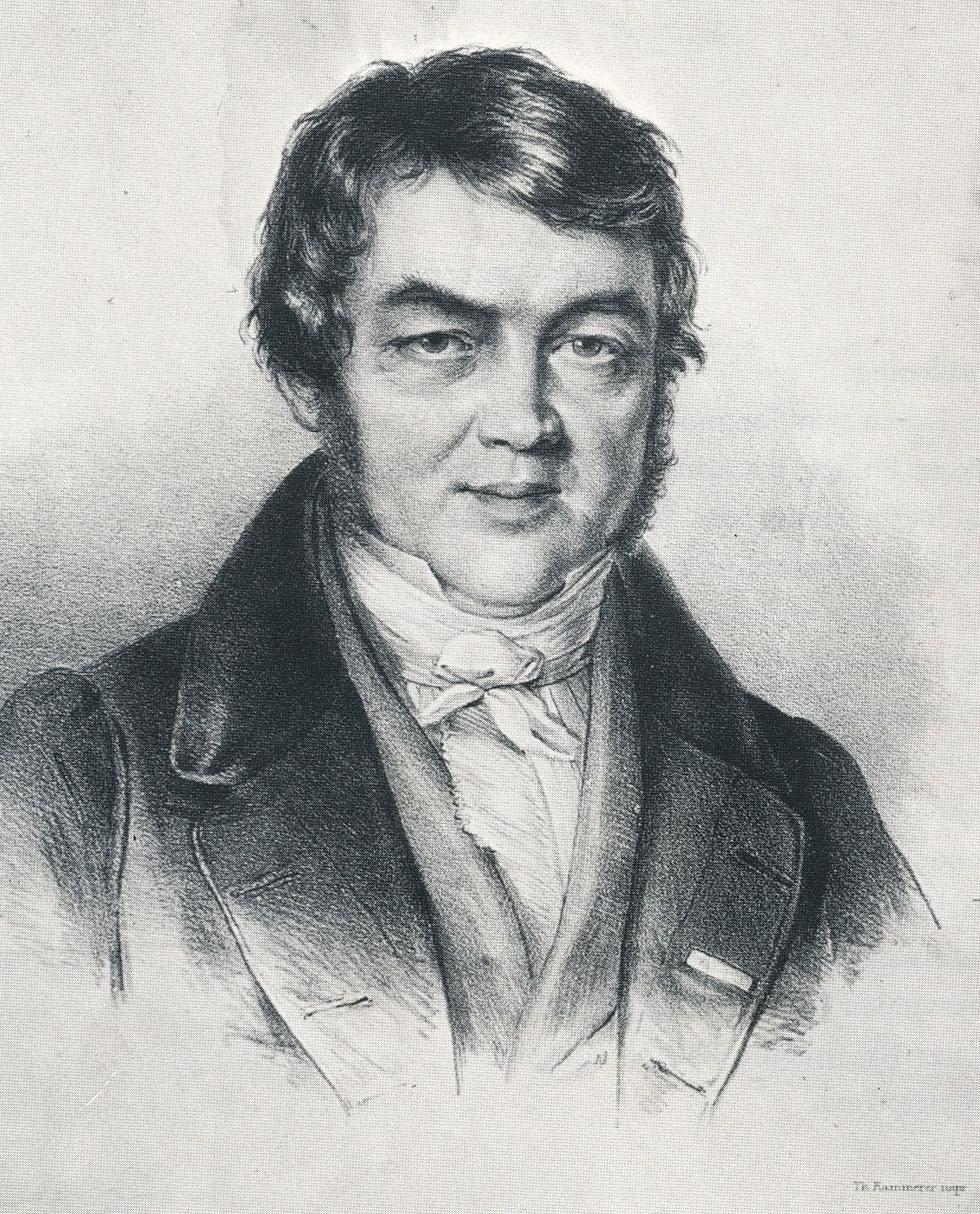
Seit 1982 trägt die Schule den Namen des Wieslocher Weinbaupioniers Johann Philipp Bronner (1792–1864)

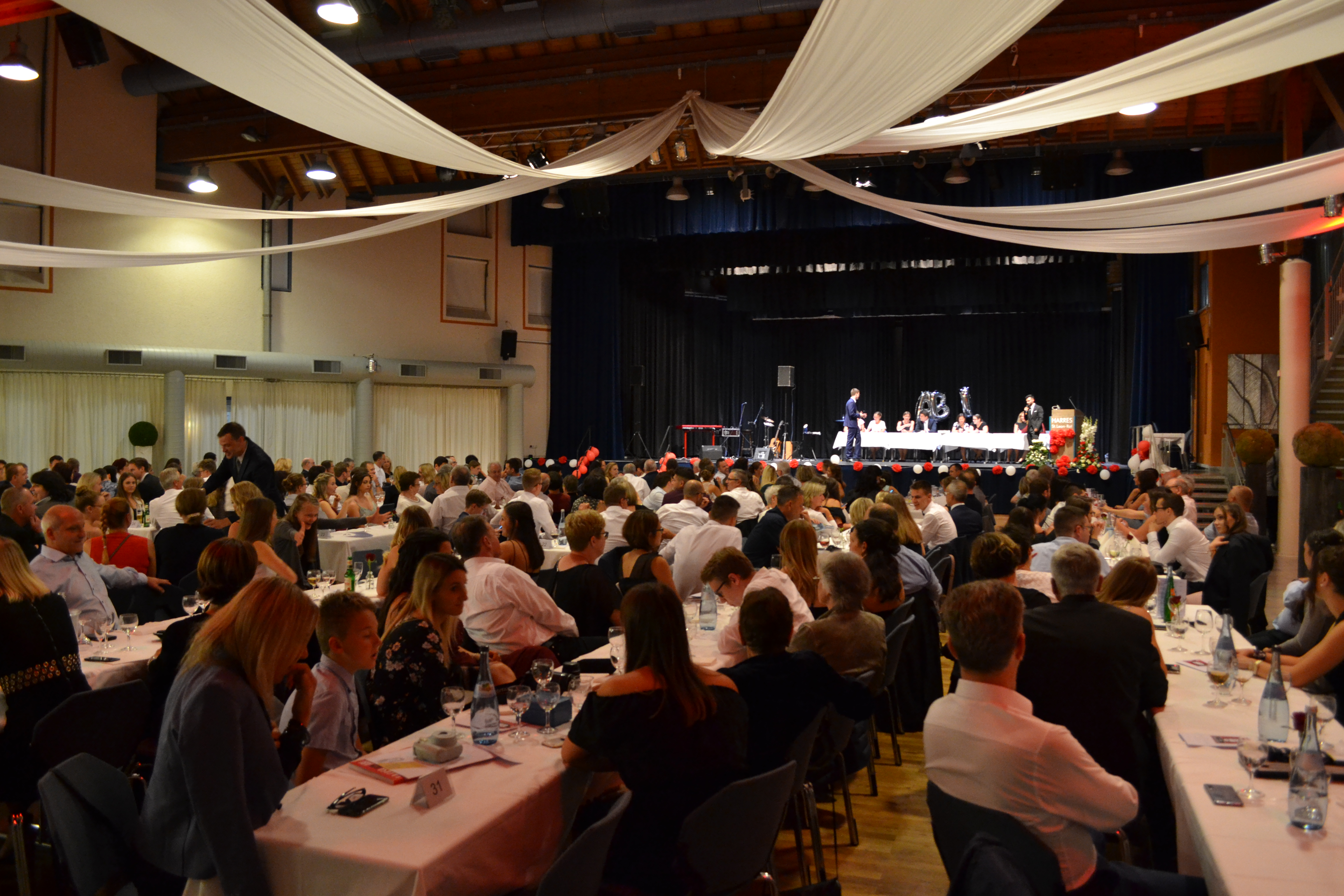
Die Bronner-Schule begeht in jedem Schuljahr fünf Absolventenfeiern, die Abiturfeier des Wirtschaftsgymnasiums findet seit 2014 im Harres Sport und Kulturzentrum in St. Leon-Rot statt, zuvor war diese im Palatin (Wiesloch)

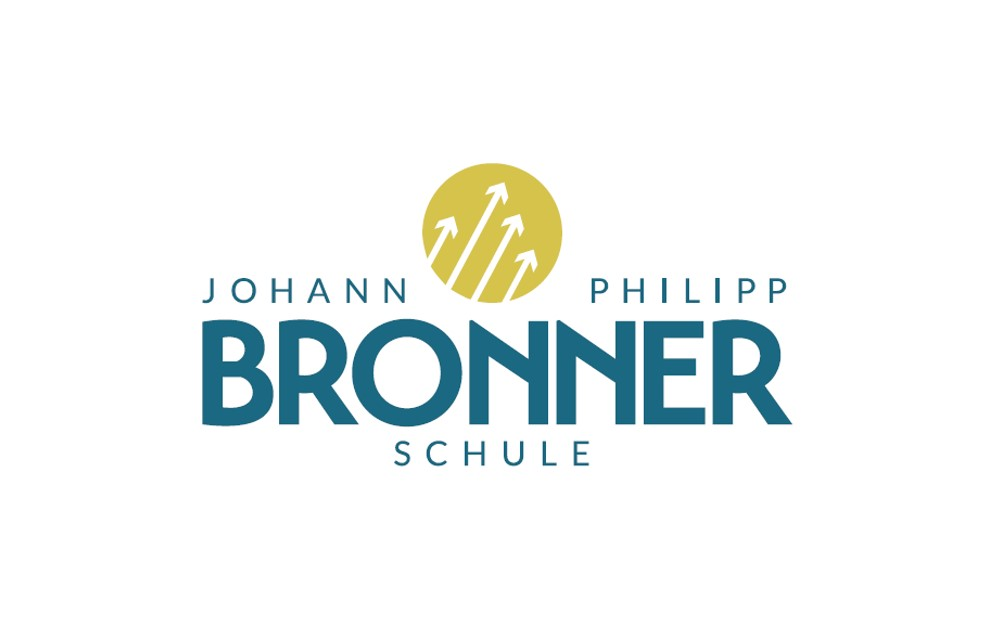
Das neue Schullogo der Johann-Philipp-Bronner-Schule von 2017

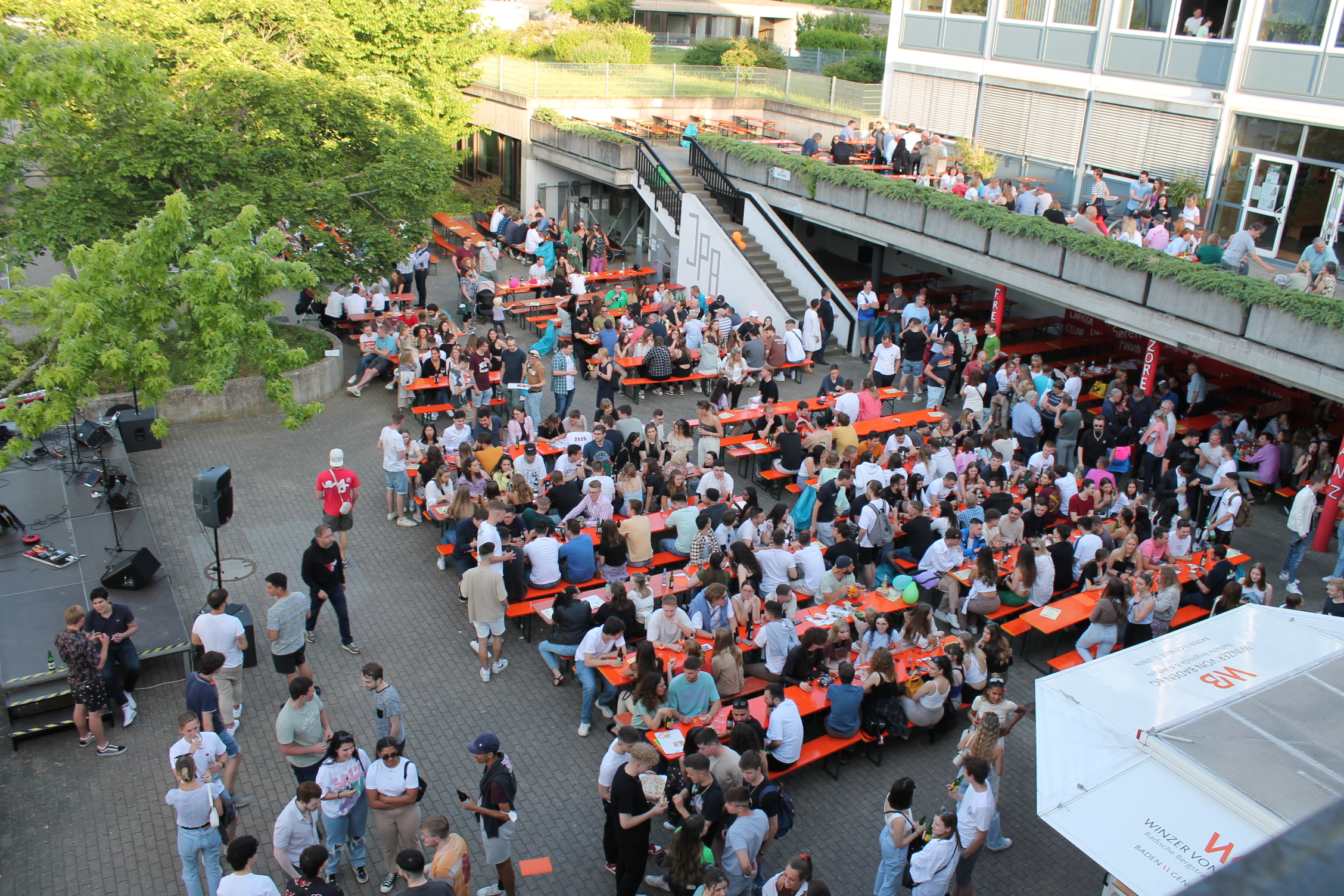
Teil des Schulfestes zum 100-jährigen Bestehen der Schule am 14. Mai 2022 war ein „lebendiger Schulhof“ wozu über 500 Ehemalige aller Jahrgänge zusammenkamen

Der Gemeinderat Wiesloch beschließt 1906 die Errichtung einer Handelsabteilung der Gewerbeschule, der Bürgerausschuss und das Großherzogliche Landesgewerbeamt stimmen diesem zu. Dem Beschluss geht unter anderem eine Eingabe des Kaufmanns Ferdinand Mühl („Manufaktur-, Tuche und Modewaren, Wäsche- und Ausstattungsartikel, Damenkonfektion und Herren-Massgeschäft“) zur Gründung einer Handelsschule voraus.
Im darauf folgenden Jahr 1907 beginnt die Handelsabteilung der Gewerbeschule Wiesloch mit der Klasse I und 22 männlichen Schülern. In den beiden darauf folgenden Jahren wird die Handelsabteilung um die Klassenstufen II und III erweitert. Zwei Handelslehrer erteilen den Unterricht.
Die Handelsschule Wiesloch wird 1921 als selbständige Schule errichtet. Der Landkreis Heidelberg übernimmt 1938 die Trägerschaft der beruflichen Schulen in Wiesloch. Zum Kriegsende wird in den Jahren 1945–1946 der Unterricht der Handelsschule eingestellt.
Der bestehenden Kaufmännischen Berufsschule wird 1955 eine zweijährige Handelsschule angegliedert (heute: Berufsfachschule für Wirtschaft). Inzwischen unterrichten an der Schule fünf hauptamtliche Lehrer. Ein Antrag, eine Höhere Handelsschule zu errichten, scheitert an der Nähe Heidelbergs.
Das neue und heutige Schulgebäude auf der Gerbersruh konnte im Oktober 1959 als Teil des Berufsschulzentrums als Teil des neuen Wieslocher Schulzentrum eingeweiht werden.
Aus der zweijährigen Handelsschule wird 1967 die zur Fachschulreife führende Wirtschaftsschule. In den Jahren des „Schülerbergs“ werden vier große Parallelklassen geführt. Die Zahl der hauptamtlichen Lehrer ist auf acht angewachsen.
Das Wirtschaftsgymnasium in seiner dreijährigen Form bereichert das Bildungsangebot der Handelslehranstalt seit 1972. Drei große Parallelklassen der Klassenstufe 11 werden Jahr für Jahr neu aufgenommen. 24 Klassen werden im Jahr 1972 von 31 hauptamtlichen Lehrern unterrichtet.
1982 wird eine Fachklasse für Einzelhandelskaufleute eingerichtet. Gleichzeitig lehnt es das Oberschulamt ab, auf Initiative einiger Wieslocher Bankinstitute eine Bankfachklasse zu bilden. Auch hier ist die Nähe zu Heidelberg ein ausschlaggebendes Argument gegen die Einrichtung.
Auf Vorschlag der Schulleitung und Schulkonferenz erhält die Handelslehranstalt Wiesloch ebenfalls 1982 durch Beschluss des Kreistags den Namen „Johann-Philipp-Bronner-Schule“. Zunächst war sie Handelsabteilung der Gewerbeschule, später „Kaufmännische Fortbildungsschule“ genannt. Seit 1921 firmierte sie mit „Handelsschule“. Ab 1955 fand sich auf Briefköpfen der Absender „Handelsschule und Kaufmännische Berufsschule“ und um das Jahr 1960 bürgert sich der Name „Handelslehranstalt“ ein.
Die Bronner-Schule wird 1984 um das Kaufmännische Berufskolleg I erweitert. Die 30 Klassen werden in den kommenden Schuljahren von etwa 40 hauptamtlichen Lehrern unterrichtet. Davon gehören etwa 10 Klassen zum Teilzeitbereich der Kaufmännischen Berufsschule.
Im Jahr 1992 treffen sich 800 ehemalige Abiturienten, um mit ihren früheren Lehrern zum zwanzigjährigen Bestehen des Wirtschaftsgymnasiums Wiesloch sowie den 200. Geburtstag Johann Philipp Bronners, dessen Namen die Schule seit 10 Jahren trägt, mit einer Festveranstaltung und einem Tag der offenen Tür zu feiern.
Eine ehemalige Schülerin (Designer-Büro Schriever, Nußloch) entwirft im Jahr 2000 das Schullogo nach den Vorgaben der Gesamtlehrerkonferenz. Im selben Jahr geht an der Schule zunächst als landesweiter Schulversuch das Profil Wirtschaftsinformatik an den Start.
Die Ausbildungsberufe Informatikkaufmann/-frau und Systemkaufmann/-frau werden seit 2001 an der Bronner-Schule ausgebildet.
Das Berufskolleg II – Wirtschaft und Datenverarbeitung wird seit 2004 an der Schule unterrichtet und ermöglicht den Erwerb der Fachhochschulreife.
2004 wird die Ausbildung zum Einzelhandelskaufmann/-frau eingestellt, stattdessen bildet die Schule Kaufmann/frau im Groß- und Außenhandel aus. Die letzten Auszubildenden als Kaufmann/frau im Groß- und Außenhandel wurden 2013 an der Schule angenommen, seit 2014 bildet die Bronner-Schule erneut zum Einzelhandelskaufmann/-frau aus.
Die Bronner-Schule wird mit dem deutschlandweiten Titel „Schule des Jahres 2015“ durch die Bildungszeitschrift Unicum ausgezeichnet.
In einem halbjährigen  Design-Thinking-Prozess, welchen die Schule in Kooperation mit der DHBW Mannheim durchführte, wurde 2017 ein neues Schullogo sowie ein neues Corporate Design für die Bronner-Schule entwickelt, welches 2018 eingeführt wird. Ab dem Frühjahr 2019 wird die Öffentlichkeitsarbeit der Schule gemeinsam mit drei ehemaligen Schülern, die sich zum Start-up-Unternehmen „OnPräs“ zusammengeschlossen haben, professionalisiert. In einem ersten Schritt wurde ein vierminütiger Image-Film verwirklicht. Im Herbst 2019 werden über 700 Schüler in 31 Klassen von fast 50 Lehrerin betreut, zudem ist eine Übungsfirma im Berufskolleg gegründet worden, welche an die Lernfabrik zur Industrie 4.0 der gewerblichen Nachbarschule angeschlossen ist. Die Verknüpfung eines Manufacturing Execution Systems mit einem Enterprise-Resource-Planning-Systems im schulischen Kontext ist bundesweit einmalig.
Das 100. Schuljahr (2021/22) seit eigenständigem Bestehen der Schule wird entgegen aller Prognosen und Trends mit 799 Lernenden ein Rekordjahr der Schüler- und Klassenzahlen. Mit einem großen Schulfest am 14. Mai 2022 feierten über 700 Gäste gleich fünf Jubiläen: 125 Jahre kaufmännische Bildung in Wiesloch, 100 Jahre selbstständige Schule, 50 Jahre Wirtschaftsgymnasium, 40 Jahre Schulname und 30 Jahre Förderverein – Am Mittag luden die aktuellen Klassen in ein „lebendiges Schulhaus“ mit einem „Café der Begegnung“, anschließend eröffnete der Landrat offiziell die Übunsgfirma „Bronner Bikes“, bevor am Abend über 500 Ehemalige zum „lebendigen Schulhof“ bei Live-Musik, Foodtrucks und Weindorf zusammengekommen sind.

## Gebäude

### Gerbersruhschulhaus

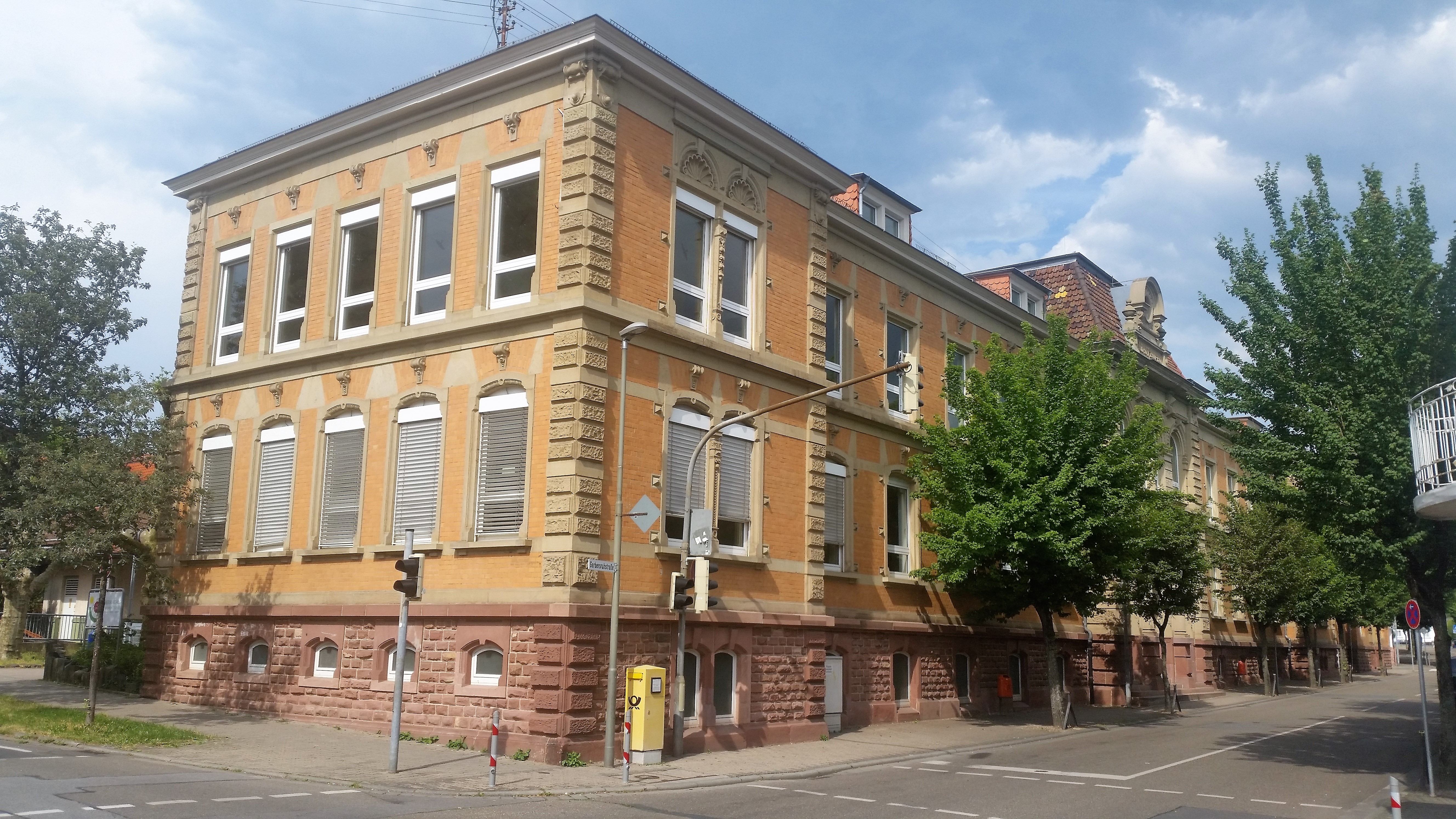
Gerbersruhschule in Wiesloch, heute Haupt-,Werkreal- und Gemeinschaftsschule

Die Handelsabteilung der Gewerbeschule Wiesloch beginnt am 15. April 1907 ihren Unterricht im rechten Flügel der Gerbersruhschule.

### Schillerschulhaus

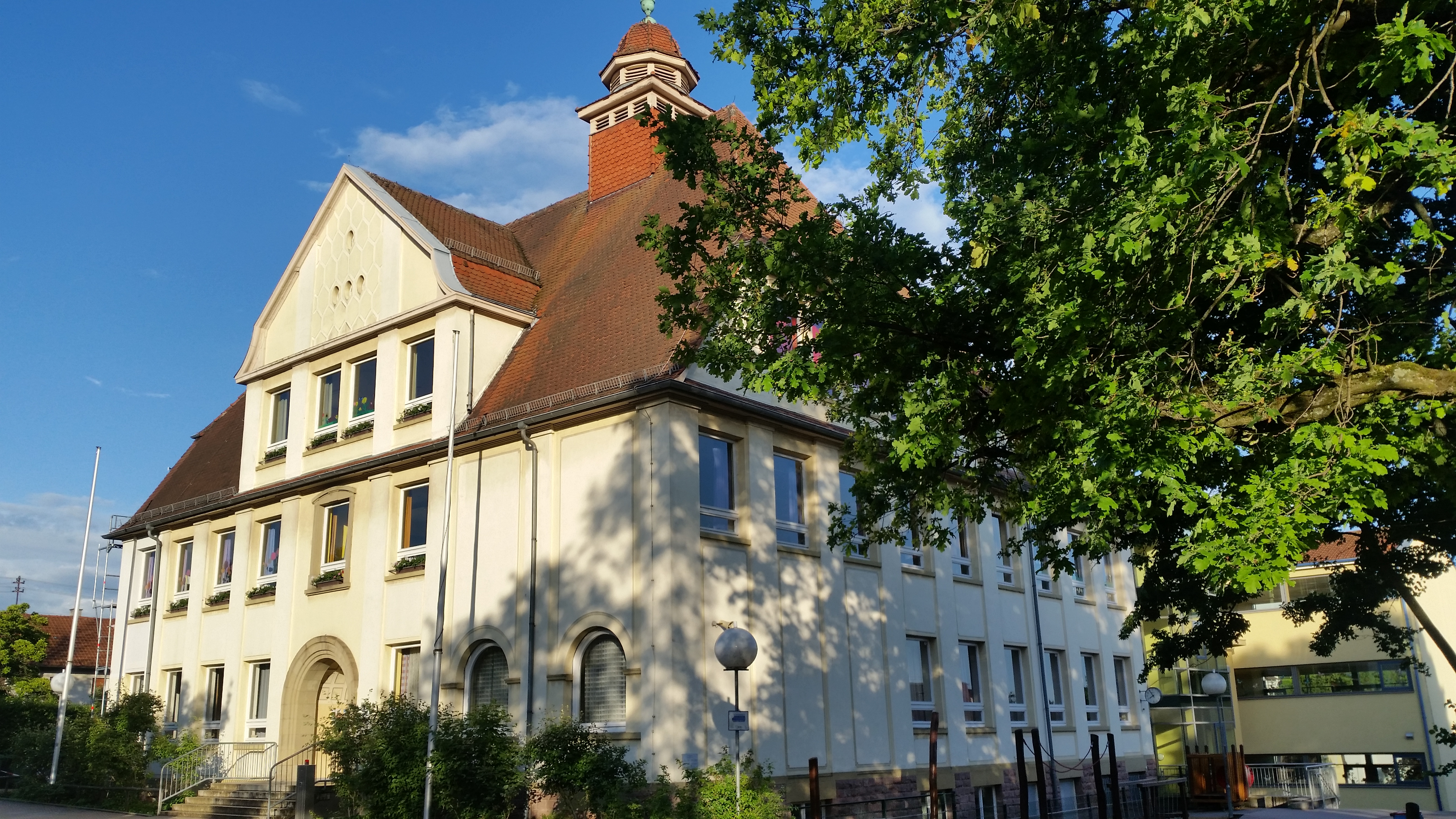
Schillerschule in Wiesloch, heute Grundschule

Die Handelsabteilung bezieht das neu errichtete „Schillerschulhaus“ 1912, erbaut als Gewerbe-, Handels- und Landwirtschaftsschule.
Der Landkreis Heidelberg kauft 1941 als neuer Schulträger das Schillerschulhaus von der Stadt Wiesloch.
1943 wird das Schillerschulhaus Sitz des Wehrbezirkskommandos Mannheim, der Unterricht wird zunächst aufrechterhalten.
In den letzten Kriegsjahren 1945–1946 ist der Unterricht der Handelsschule eingestellt, das Schulinventar wird im Gebäude der Landwirtschaftsschule in der Schloßstraße untergestellt. Das Schillerschulhaus dient dem Deutschen Roten Kreuz als Aufnahmeheim für Vertriebene.
Der Unterricht wird 1946 in der Landwirtschaftsschule (Gerbersruhschulhaus in der Schloßstraße) wieder aufgenommen, aus Raumgründen findet der gesamte Unterricht nachmittags statt. Nach mehreren Eingaben der Schulleitung wird 1948 das Schillerschulhaus für die Handels-, Gewerbe-, Land- und Hauswirtschaftsschule wieder freigegeben, der Umzug erfolgt im selben Jahr. Die Schülerzahlen beginnen anzusteigen, einzelne Klassen werden in der Gerbersruhschule untergebracht.

### Schulzentrum

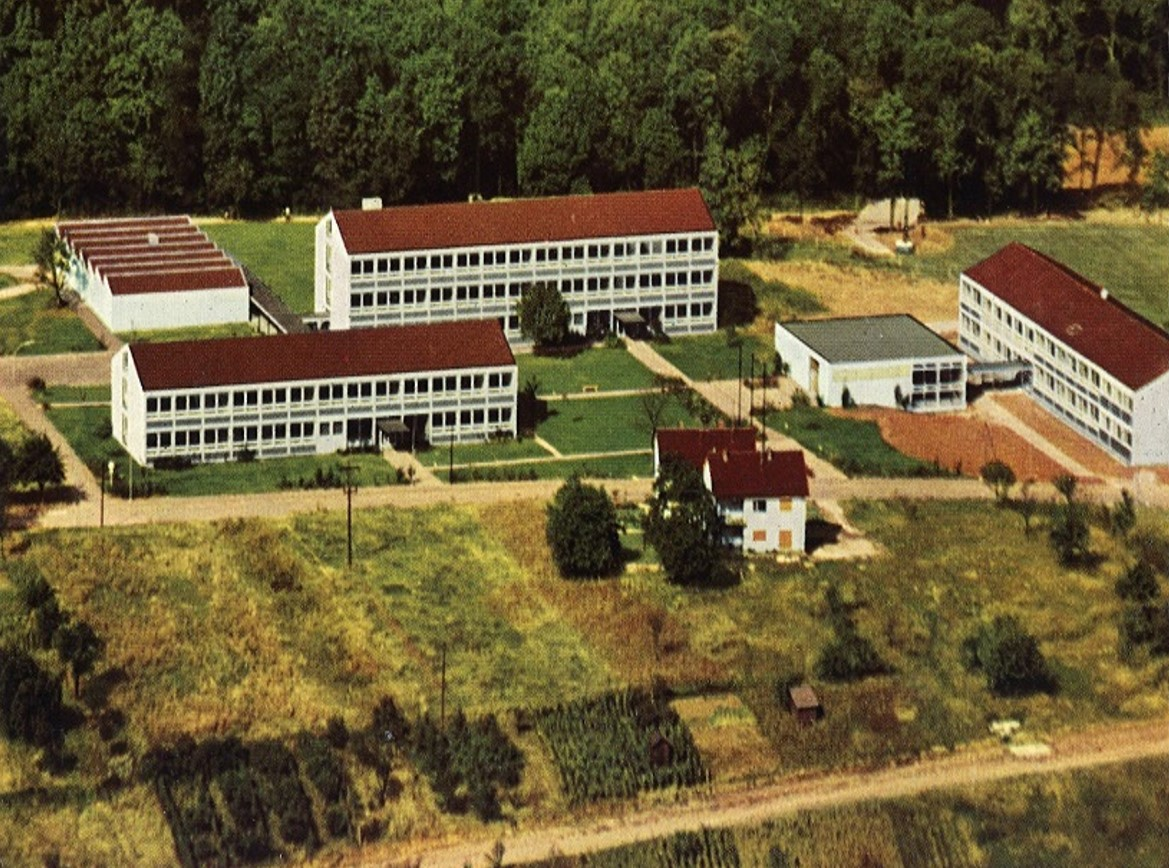
Luftaufnahme vom Zentrum beruflicher Schulen Wiesloch in den 1960er-Jahren, das Bild zeigt die heutigen Gebäude A1, B1, E1, F1, F5

Der Landkreis Heidelberg erwirbt 1956 auf Initiative von Landrat Steinbrenner 4,5 ha Gelände im Gewann „Obere Bohn“ und legt so den Grundstein für das heutige Berufsschulzentrum.
Das neue Schulhaus der Handelsschule (heute Gebäude F1) wird im Oktober 1959 mit Aula (heute Gebäude F5) eingeweiht, nachdem der Plan, das Schillerschulhaus zu erweitern, verworfen worden war.
Für 22 Klassen stehen 1973 nur acht Unterrichtsräume im Gebäude der Handelslehranstalt zur Verfügung, daraufhin wird der erste Raumbedarfsplan für einen Erweiterungsbau dem Kreistag vorgelegt. Hieraus resultieren die am 8. Dezember 1978 feierlich übergebenen Erweiterungsbauten (WG/WS-Trakt, heute Gebäude F3), parallel zur Gymnasiumstraße und Naturwissenschafts-Trakt mit Cafeteria (heute Gebäude F2), parallel zur Gerbersruhstraße bis zur Aula.

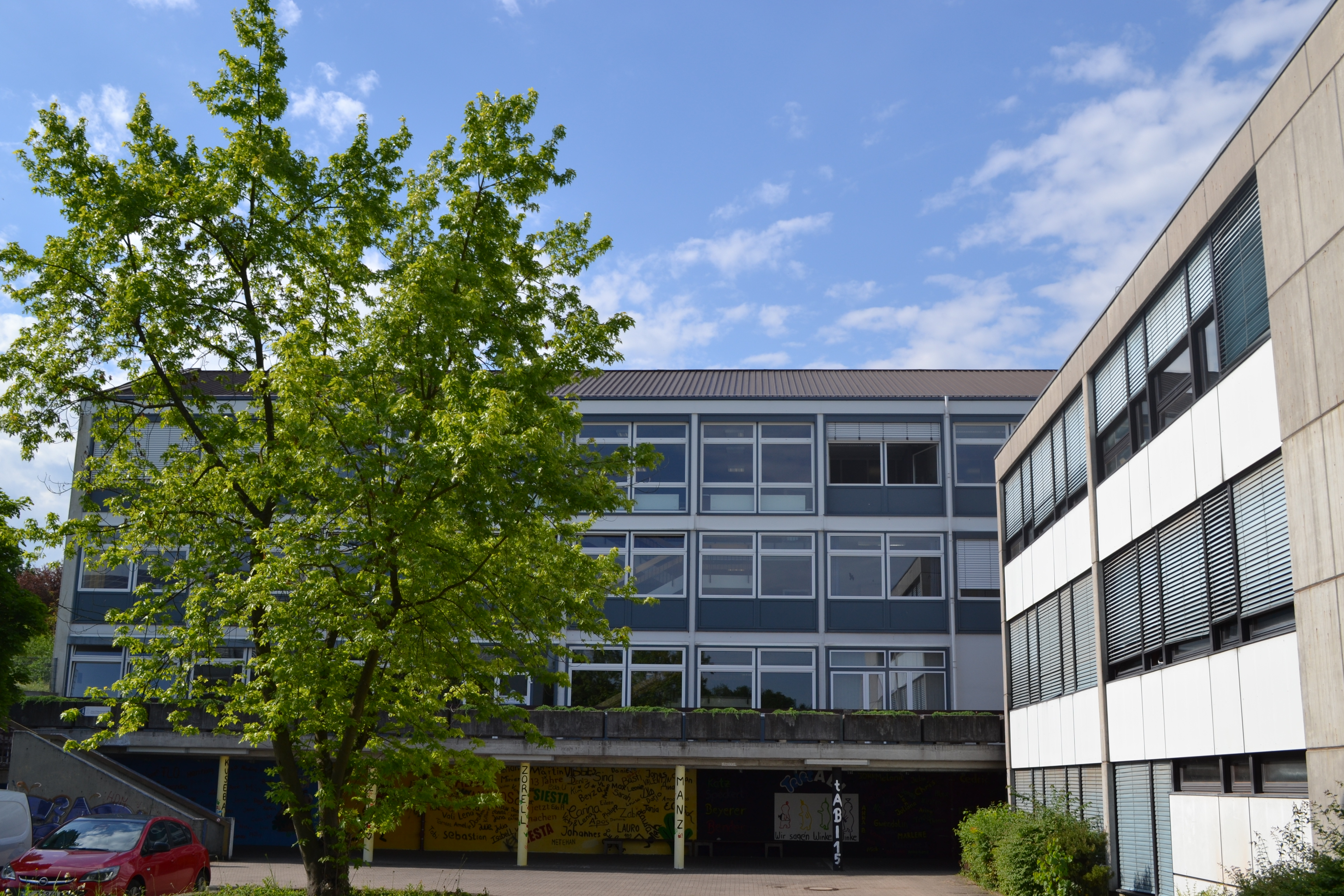
Die Johann-Philipp-Bronner-Schule von Norden mit den Gebäuden F1 und F3 im Mai 2017

1983 wird die Kreissporthalle für das Berufsschulzentrum (heute Gebäude S1) im Wieslocher Schulzentrum eingeweiht.
Die Presse berichtet 1990 von der Vernetzung der vier DV-Räume der Bronner-Schule und von der Neuausstattung der Schule mit der modernsten DV-Anlage im Rhein-Neckar-Kreis.
Das Oberschulamt Karlsruhe legt 1999 dem Amt für Schulen Kultur und Sport des Rhein-Neckar-Kreises einen Raumbedarfsplan vor, der eine zweite notwendig gewordene Erweiterung der Schulgebäude einleitet. Dieser Raummehrbedarf ist auf die Nutzung vorhandener Klassenzimmer als Fachräume im DV-Bereich zurückzuführen.
2001 beginnt die Erweiterung des Berufsschulzentrums Wiesloch, für die Bronner-Schule bedeutet dies Aufstockung des Altbaus (Gebäude F1) und die Sanierung dessen Bestandes. Das Bauvolumen umfasst sechs neue Klassenräume, vier neue Projekt- bzw. Besprechungsräume, Neugestaltung des Lehrerzimmers und des Sekretariats.
Im September 2004 sind die Baumaßnahmen beendet und die neuen Räume können bezogen werden.

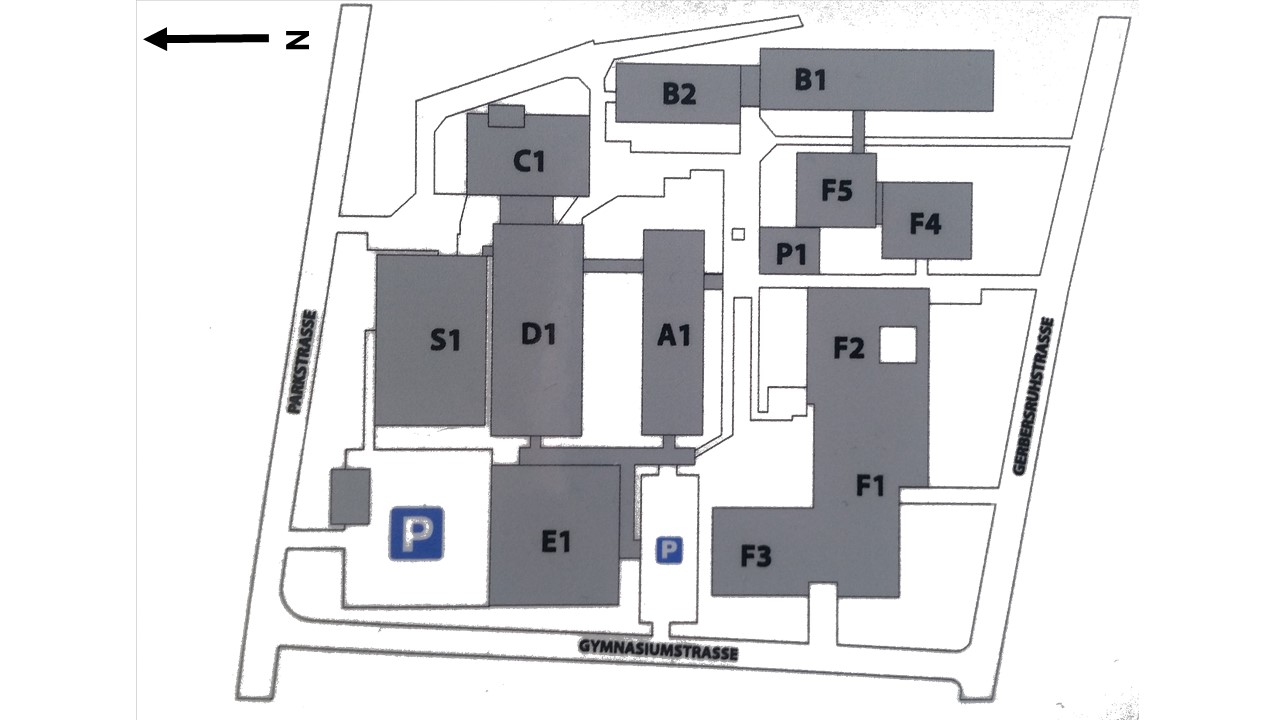
Das Zentrum beruflicher Schulen Wiesloch seit 2013: F: Johann-Philipp-Bronner-Schule / B: Louise-Otto-Peters-Schule / A+C+D+E: Hubert-Sternberg-Schule / F5: Aula / S: Sporthalle / P: Cafeteria.

Die Realisierung des Pilotprojekts „Wieslocher Modell“ wird 2001 umgesetzt. Das berufliche Schulzentrum wird durch den Schulträger zur „Vernetzten Schule“ mit über 200 Internetzugängen ausgebaut. Die Bronner-Schule verfügt über sechs DV-Räume, einen Multimediaraum sowie je zwei vernetzte PCs und einen fest installierten Beamer in allen Klassen-, Fach, Besprechungs- und Projekträumen. Jeder Schüler besitzt eine eigene Zugangsberechtigung, er kann zeit- und raumunabhängig im Schulnetz arbeiten. Auf einen PC kommen durchschnittlich 3,5 Schüler.
In den Sommerferien 2006 werden alle Klassenräume des WG/WS-Trakt (Gebäude F3) saniert. Die Eröffnung einer neuen Cafeteria (Gebäude P1) an der Aula wird 2008 gefeiert. Diese ermöglicht den Ganztagesschulbetrieb für die gymnasiale Oberstufe des WG. Die Sanierung des Naturwissenschaftstrakt (Gebäude F2) findet in den Sommerferien 2013 statt, zugleich wird die alte Cafeteria von 1978 in ein schuleigenes Fitnessstudio umgebaut, welches an allen Schultagen den Schülern offensteht.
Bedingt durch die Flüchtlingskrise in Deutschland ab 2015 wird die Kreissporthalle im Berufsschulzentrum (Gebäude S1) im kompletten Schuljahr 2015/2016 zur  bedarfsorientierte Erstaufnahmeeinrichtung des Rhein-Neckar-Kreis für alleinreisende männliche Flüchtlinge. Im Sommer 2016 erfolgt eine Innensanierung der Kreissporthalle, womit sie ab Oktober wieder für den Schul- und Vereinssport zur Verfügung steht.
Durch Umstrukturierungen wird im Herbst 2019 das bisherige Klassenarbeitszimmer zum neuen Schüleraufenthaltsraum und für die neue Übungsfirma „Bronner Bikes“ ein Klassenzimmer in Form eines zeitgemäßen Großraumbüros errichtet.

## Schulvorstände und Schulleiter
- 1907–1911: Schulvorstand: Heinrich Mack (Gewerbeschule mit Handelsabteilung)
- 1911–1917: Schulvorstand: Albrecht Maurus (Gewerbeschule mit Handelsabteilung)
- 1917–1921: Schulvorstand: Edgar Wolbert (Gewerbeschule mit Handelsabteilung)
- 1921–1945: Schulleiter: Richard Fleck
- 1946–1961: Schulleiter: Wilhelm Rausch
- 1961–1980: Schulleiter: Hans Müller-Romeis
- 1980–1999: Schulleiter: Gustav Haury
- 1999–2018: Schulleiter: Reinhard Müller
- seit 2018: Schulleiterin: Susanne Zimmermann

## Einzugsgebiet
Rund 800 Schüler aus vier Bundesländern besuchen die Bronner-Schule.
| Herkunft                                               | Orte | Schüler an der Schule |
| ------------------------------------------------------ | --- | --------------------- |
| Wiesloch                                               | Große Kreisstadt Wiesloch                                                                                     | 23 %                  |
| Übrige Sprengelgemeinden                               | Angelbachtal, Dielheim, Leimen, Malsch, Mühlhausen, Nußloch, Rauenberg, Sandhausen, St. Leon-Rot und Walldorf | 60 %                  |
| Übriger Rhein-Neckar-Kreis mit Heidelberg und Mannheim | Rhein-Neckar-Kreis ohne Wiesloch und Sprengelgemeinden mit Heidelberg und Mannheim                            | 8 %                   |
| Landkreis Karlsruhe mit Karlsruhe                      | Landkreis Karlsruhe und Karlsruhe, vor allem Östringen                                                        | 6 %                   |
| Übriges Baden-Württemberg                              | Baden-Württemberg                                                                                             | 1 %                   |
| Benachbarte Bundesländer                               | Bayern, Hessen und Rheinland-Pfalz                                                                            | 2 %                   |

## Partnerschaften und Kooperationen

### Internationale Schulpartnerschaften
- Von den 1980er- bis zu den 2010er-Jahren bestand eine Partnerschaft mit der „Lycée Professional Privé – St. Francois d’Assise“, in Fontenay-aux-Roses (Frankreich), Region Île-de-France.
- Seit 2013 besteht eine Partnerschaft mit der „I.E.S. Poeta Julián Andúgar“, in Santomera (Spanien), Region Murcia.
- 2018 wurde ein Austauschprogramm mit der „Gordons Schools“ in Huntly (Schottland), Region Aberdeenshire, im Nordosten Schottlands, aufgebaut.
- Von 2018 bis 2021 bestand eine Austausch-Kooperation mit der „Staatliche Pädagogische Universität des Uralgebiets“ in Jekaterinburg, in der Oblast Swerdlowsk, im Ural Russlands.
- Seit 2021 pflegt die Bronner-Schule eine Schulpartnerschaft mit der  Europäischen Schule Helsinki (Finnland).
- Seit 2024 kooperiert die Schule mit dem „Lycée Paul Verlaine“ in Rethel (Frankreich), Champagne.

- Seit 2023 ist die Bronner-Schule akkreditiert als Erasmus+ Schule.

### Internationale Schulpatenschaften
Ausgehend von einer jährlich im Advent initiierten Spendenaktion der  SMV unterhält die Bronner-Schule drei langfristige Schulpatenschaften, in deren Kontext nicht nur Geld- sondern auch Sachspenden ausgetauscht werden:
- „Adolfo-Kolping-Schule“ in Riobamba, Ecuador, Andenhochland
- „Primary and Junior High School“ des Vereins „ASASE – Verein zur Förderung von Entwicklungsprojekten“ in Ghana
- „Tariku & Desta Kids Education through Tennis Development Ethipia – TDKET“, in Addis Abeba, Äthiopien

### Regionale Schulkooperationen
Die Bronner-Schule unterhält regionale Schulkooperationen mit allen zuführenden allgemeinbildenden Schulen in ihrem Einzugsgebiet. Diese beinhalten jeweils neben einem umfassenden Informationsangebot samt Schnuppertagen für die Lernenden auch eine Austauschmöglichkeit für die Lehrenden.
Es besteht ein Kooperationsvertrag zu den Realschulen:
- Otto-Graf-Realschule Leimen
- Theodor-Heuss-Realschule Walldorf
- Bertha-Benz-Realschule Wiesloch

Es besteht ein Kooperationsvertrag zu den Gemeinschaftsschulen:
- Laimbachtalschule Dielheim
- Geschwister-Scholl-Schule Leimen
- Kraichgauschule Mühlhausen (Kraichgau)
- Parkringschule St. Leon-Rot
- Esther-Bejarano-Gemeinschaftsschule Wiesloch

### Lernortkooperationen
Die Bronnerschule hält außerdem engen Kontakt mit den Betrieben und Firmen der Umgebung, insbesondere zu jenen, deren Auszubildenden die Schule besuchen.
Hieraus entstanden in den letzten Jahren Lernortkooperationen die eine noch engere Zusammenarbeit und einen Austausch von Informationen und Dienstleistungen zum Wohle der Schüler ermögliche. Momentan bestehen solche Kooperationen mit der Sparkasse Heidelberg, mit der Heidelberger Druckmaschinen AG und der SAP SE.
Außerdem ist die Bronner-Schule Kooperationsschule des  Theaters und Orchesters Heidelberg sowie des  Philharmonischen Orchesters, weshalb alle Schüler in Vollzeitklassen einmal je Schuljahr mit ihrer Klasse eine Theatervorstellung besuchen.

## Bekannte Schüler
- Ingo Morano, Abitur 1975, Professor für Physiologie, Zellbiologie und  Herz-Kreislauf-Forschung am Max-Delbrück-Centrum für Molekulare Medizin in der Helmholtz-Gemeinschaft der  Bundesregierung in Berlin und des Kardiovaskulären Forschungszentrum (CCR) der Charité Berlin
- Ute Vogt, SPD-Politikerin (ehemalige Parlamentarische Staatssekretärin beim Bundesminister des Innern und ehemalige Landesvorsitzende der SPD in Baden-Württemberg)
- Kevin Knödler, Fußballtorhüter (ehemals bei TSG 1899 Hoffenheim und SV Waldhof Mannheim)
- Jonas Strifler, Fußballspieler (ehemals bei TSG 1899 Hoffenheim und SV Sandhausen)
- Marius Steinhauser, Handballspieler (ehemals bei Rhein-Neckar Löwen und SG Flensburg-Handewitt)
- Marco Bitz, Handballspieler bei Rhein-Neckar Löwen
- Frank Müller, Handballspieler (ehemals bei Rhein-Neckar Löwen, TSG Friesenheim und SG Nußloch)
- Hendrik Wagner, Abitur 2016, Handballspieler (bei  Eulen Ludwigshafen und deutsche Nationalmannschaft)
- Lukas Rolko, Abschluss 2021, Wasserballspieler (ehemals White Sharks Hannover, deutsche Nationalmannschaft, momentan bei SGW Leimen-Mannheim)

## Schulen im Schulzentrum Wiesloch
- Johann-Philipp-Bronner-Schule (kaufmännische berufliche Schule)
- Hubert-Sternberg-Schule (gewerblich-technische berufliche Schule)
- Louise-Otto-Peters-Schule (hauswirtschaftlich-soziale berufliche Schule)
- Ottheinrich-Gymnasium Wiesloch (allgemeinbildendes Gymnasium)
- Bertha-Benz-Realschule (Realschule)
- Esther-Bejarano-Gemeinschaftsschule (Gemeinschaftsschule)
- Albert-Schweitzer-Schule (Förderschule, Schwerpunkt: Lernen)
- Tom-Mutters-Schule (Förderschule, Schwerpunkte: Geistige Entwicklung, körperliche und motorische Entwicklung)